# Pietro di Foix (cardinale 1386)
Pietro di Foix detto il Vecchio (in lingua occitana Pétro de Fuxo, in lingua francese Pierre de Foix le Vieux; Francia, 1386 – Arles, 13 dicembre 1464) fu un francescano francese di nobili origini che divenne arcivescovo e dapprima pseudocardinale creato dall'antipapa Giovanni XXIII, poi confermato cardinale da papa Martino V.
Non va confuso con il suo pronipote omonimo, Pietro di Foix il Giovane, creato cardinale diacono dei Santi Cosma e Damiano nel concistoro del 18 dicembre 1476 da papa Sisto IV.

## Biografia

### Infanzia e formazione
Pietro di Foix nacque in una nobile famiglia feudale, quella dei conti di Foix, nota fin dall'XI secolo. Era figlio di Arcimbaldo di Grailly, captal de Buch, e di Isabella di Foix-Castelbon, contessa di Foix e viscontessa di Béarn e Castelbon. Compì i suoi studi a Tolosa e poi presso il convento francescano di Morlaàs e fece la sua carriera come ecclesiastico. All'età di 20 anni divenne vescovo di Lescar, anche se non aveva ancora ricevuto l'ordinazione come sacerdote. Tenne la sede fino alla sua nomina a cardinale (1414).

### Il Grande Scisma
Con il grande scisma d'Occidente, nel mese di settembre 1414 fu creato pseudocardinale dall'antipapa Giovanni XXIII, successivamente confermato cardinale da papa Martino V nel 1417. L'antipapa Giovanni lo nominò anche Camerlengo di Santa Romana Chiesa nell'ottobre del medesimo anno. Ebbe un ruolo molto importante nel concilio di Costanza, essendo stato incaricato di sentire le ragioni dei pretendenti al soglio pontificio, papa Gregorio XII e gli antipapi Benedetto XIII e Giovanni XXIII. Partecipò quindi all'elezione di papa Martino V, avvenuta l'11 novembre 1417, con voto unanime dei cardinali del conclave.

### Legato pontificio
Nel 1422 venne nominato Amministratore apostolico della diocesi di Saint-Bertrand-de-Comminges, carica che mantenne fino al 1450. Nel gennaio del 1425 ricevette l'incarico di legato pontificio presso re Alfonso V d'Aragona, carica che gli venne rinnovata nel 1426 e nel 1429. In quell'anno contribuì alla rinuncia al papato da parte dell'antipapa Clemente VIII (29 luglio) e convocò un concilio a Tortosa (dal 19 settembre al 5 novembre) che sancì la fine dello Scisma d'Occidente.
Nel 1430 fu legato pontificio presso il Contado Venassino e nel 1431 papa Eugenio IV lo nominò cardinale vescovo di Albano. Dal 1432 al 1433 fu anche Amministratore apostolico della diocesi di Mirepoix. A dicembre del 1448 intervenne come legato pontificio, al rinvenimento delle presunte reliquie delle tre Marie nel paesino di Saintes-Maries-de-la-Mer, alla presenza del re di Napoli Renato I e della sua consorte regina Isabella.

### Governatore del Contado Venassino

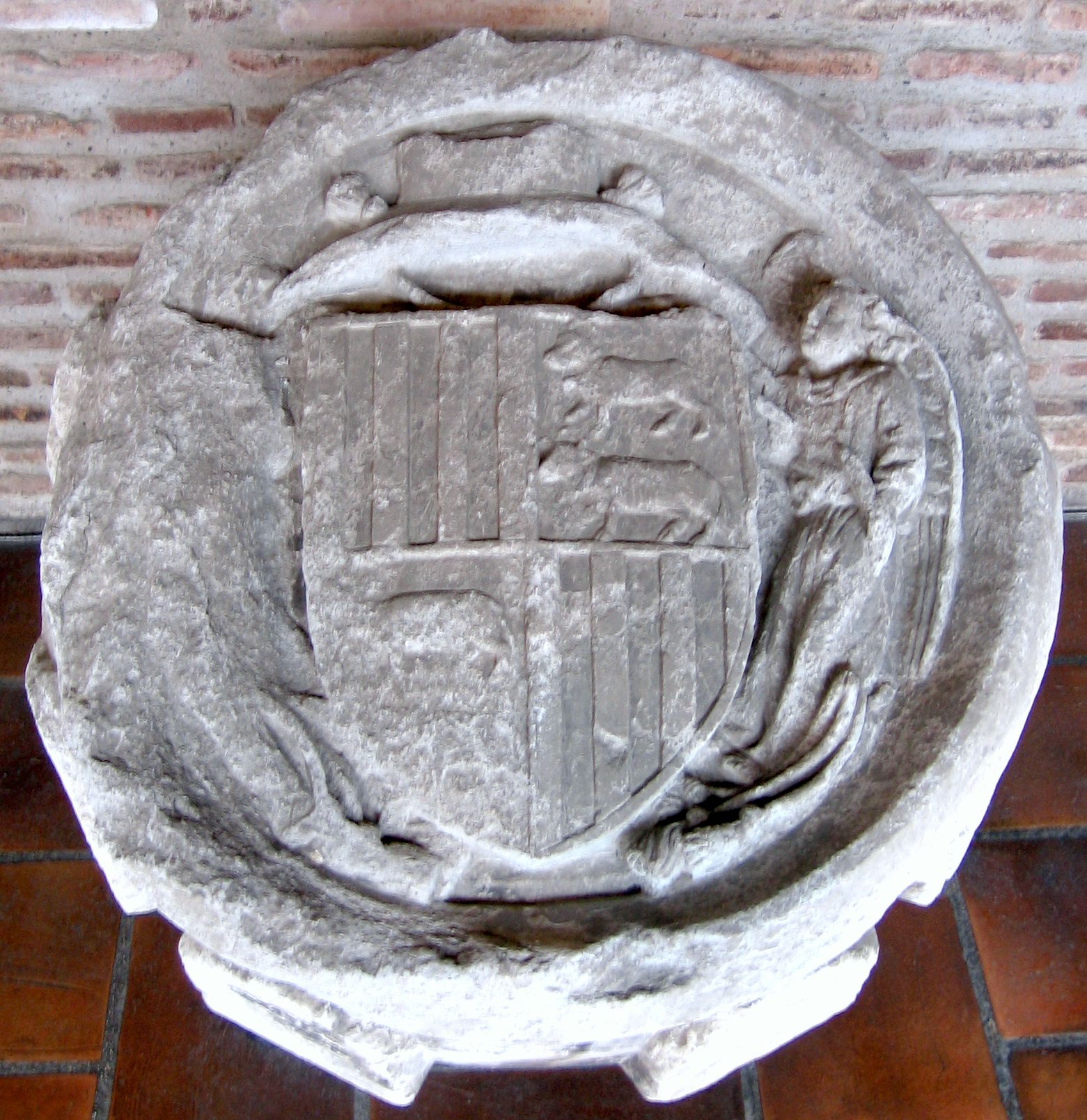
Arme di Pierre de Foix - chiave di volta del Collège de Foix

Poco dopo la morte di Louis Aleman, Pietro venne nominato da papa Eugenio IV governatore del Contado Venassino e di Avignone ed arcivescovo di Arles. Nel 1457 egli presiedette il concilio di Arles e l'anno successivo quello di Avignone. Emise numerosi decreti per regolamentare l'amministrazione delle diocesi e nel 1441 rivisitò gli statuti comunali, oltre a fare acquisire l'antica Livrée d'Albano per farne la nuova sede del comune nel 1447. Intrattenne una ricca corte al Palazzo dei Papi dove risiedeva con i suoi familiari che, dopo la sua morte (avvenuta il 13 dicembre 1464) resistettero qualche mese prima di abbandonare il Palazzo nel marzo 1465. Nel febbraio del 1463 venne nominato anche amministratore apostolico della diocesi di Tarbes.
Nel 1460 emise una "bolla" che accordava indulgenze a favore di chi contribuiva all'edificazione di una chiesa domenicana nella città di Arles. Egli riuscì a costituire una ricca biblioteca costituita in gran parte da libri appartenuti all'antipapa Benedetto XIII (Pietro de Luna). La città di Tolosa gli deve la fondazione del Collegio di Foix.
Alla sua morte la salma fu inumata in una tomba marmorea nella chiesa francescana di Arles, ov'è rappresentato inginocchiato.

## Nostradamus
Nel 1459 l'antenato di Nostradamus, Crescas de Carcassonne, ebreo convertito al cattolicesimo, fu da lui autorizzato a portare il nome di «Pierre de Notre-Dame».

## Successione apostolica
La successione apostolica è:
- Papa Callisto III (1429)

## Ascendenza
|                                       |                                         |                                  | Genitori                          |  |  | Nonni |  |  | Bisnonni               |  |  | Trisnonni             |  |
|                                       |                                         |                                  |                                   |  |  |       |  |  | 8. Pierre I de Grailly |  |  | 16. Jean I de Grailly |  |
|                                       |                                         |                                  |                                   |  |  |       |  |  | 8. Pierre I de Grailly |  |  | 16. Jean I de Grailly |  |
|                                       |                                         | 17. Clairemonde de La Motte      |                                   |  |  |       |  |  | 8. Pierre I de Grailly |  |  |                       |  |
| 4. Pierre II de Grailly               |                                         |                                  |                                   |  |  |       |  |  | 8. Pierre I de Grailly |  |  |                       |  |
|                                       |                                         | 9. Thalèse de Bouville           | 18. Arnaud de Bouville            |  |  |       |  |  |                        |  |  |                       |  |
|                                       |                                         | 9. Thalèse de Bouville           | 18. Arnaud de Bouville            |  |  |       |  |  |                        |  |  |                       |  |
|                                       |                                         | 9. Thalèse de Bouville           | …                                 |  |  |       |  |  |                        |  |  |                       |  |
| 2. Archambaud de Grailly              |                                         | 9. Thalèse de Bouville           |                                   |  |  |       |  |  |                        |  |  |                       |  |
|                                       |                                         | 10. Hélie IX de Périgord         | 20. Archambaud III de Périgord    |  |  |       |  |  |                        |  |  |                       |  |
|                                       |                                         | 10. Hélie IX de Périgord         | 20. Archambaud III de Périgord    |  |  |       |  |  |                        |  |  |                       |  |
|                                       |                                         | 10. Hélie IX de Périgord         | 21. Agnès de Blaye                |  |  |       |  |  |                        |  |  |                       |  |
| 5. Éremburge de Périgord              |                                         | 10. Hélie IX de Périgord         |                                   |  |  |       |  |  |                        |  |  |                       |  |
|                                       |                                         | 11. Brunissende de Foix          | 22. Ruggero Bernardo III di Foix  |  |  |       |  |  |                        |  |  |                       |  |
|                                       |                                         | 11. Brunissende de Foix          | 22. Ruggero Bernardo III di Foix  |  |  |       |  |  |                        |  |  |                       |  |
|                                       |                                         | 11. Brunissende de Foix          | 23. Marguerite de Béarn           |  |  |       |  |  |                        |  |  |                       |  |
| 1. Pierre de Foix                     |                                         | 11. Brunissende de Foix          |                                   |  |  |       |  |  |                        |  |  |                       |  |
|                                       | 12. Roger-Bernard III de Foix-Castelbon | 24. Gaston I de Foix-Béarn       |                                   |  |  |       |  |  |                        |  |  |                       |  |
|                                       | 12. Roger-Bernard III de Foix-Castelbon | 24. Gaston I de Foix-Béarn       |                                   |  |  |       |  |  |                        |  |  |                       |  |
|                                       | 12. Roger-Bernard III de Foix-Castelbon | 25. Jeanne d'Artois              |                                   |  |  |       |  |  |                        |  |  |                       |  |
| 6. Roger-Bernard IV de Foix-Castelbon | 12. Roger-Bernard III de Foix-Castelbon |                                  |                                   |  |  |       |  |  |                        |  |  |                       |  |
|                                       |                                         | 13. Costanza de Luna             | 26. Artal de Luna                 |  |  |       |  |  |                        |  |  |                       |  |
|                                       |                                         | 13. Costanza de Luna             | 26. Artal de Luna                 |  |  |       |  |  |                        |  |  |                       |  |
|                                       |                                         | 13. Costanza de Luna             | 27. Constanza Pérez de Aragón     |  |  |       |  |  |                        |  |  |                       |  |
| 3. Isabelle de Foix-Castelbon         |                                         | 13. Costanza de Luna             |                                   |  |  |       |  |  |                        |  |  |                       |  |
|                                       |                                         | 14. Garcie Arnaud V de Navailles | 28. Garcie Arnaud IV de Navailles |  |  |       |  |  |                        |  |  |                       |  |
|                                       |                                         | 14. Garcie Arnaud V de Navailles | 28. Garcie Arnaud IV de Navailles |  |  |       |  |  |                        |  |  |                       |  |
|                                       |                                         | 14. Garcie Arnaud V de Navailles | 29. Mathe Séguin de Rions         |  |  |       |  |  |                        |  |  |                       |  |
| 7. Géraude de Navailles               |                                         | 14. Garcie Arnaud V de Navailles |                                   |  |  |       |  |  |                        |  |  |                       |  |
|                                       |                                         | 15. Béarnaise de Miramont        | 30. Sicard de Miramont            |  |  |       |  |  |                        |  |  |                       |  |
|                                       |                                         | 15. Béarnaise de Miramont        | 30. Sicard de Miramont            |  |  |       |  |  |                        |  |  |                       |  |
|                                       |                                         | 15. Béarnaise de Miramont        | 31. Béarnaise de Béarn            |  |  |       |  |  |                        |  |  |                       |  |
|                                       |                                         | 15. Béarnaise de Miramont        |                                   |  |  |       |  |  |                        |  |  |                       |  |